# کائوری ناگامینه
کائوری ناگامینه (ژاپنی: 長峯 かおり؛ زادهٔ ۳ ژوئن ۱۹۶۸) بازیکن فوتبال اهل ژاپن و عضو تیم ملی فوتبال زنان ژاپن است که در تاریخ ۲۲ اکتبر ۱۹۸۴ میلادی اولین بازی ملی‌اش را انجام داد. او در ۶۴ بازی ملی حضور داشت و آخرین بازی ملی خود را در تاریخ ۱۸ مه ۱۹۹۶ میلادی انجام داد. کائوری ناگامینه در بازی‌های ملی‌اش
۴۸ گل به ثمر رساند.